# NGC 3442
NGC 3442 este o galaxie spirală situată în constelația Leul Mic. A fost descoperită în 25 martie 1884 de către Édouard Stephan⁠(d). Se află la o distanță de 29,53 de megaparseci de Pământ.